# Рибера, Тереса
Тере́са Рибе́ра Родри́гес (исп. Teresa Ribera Rodríguez; род. 19 мая 1969, Мадрид) — испанский юрист, преподаватель высшей школы, политический и государственный деятель. Член Испанской социалистической рабочей партии (PSOE). С 12 июля 2021 года — третий заместитель председателя правительства, с 13 января 2020 года — министр по экологическим преобразованиям и демографическим проблемам Испании. В прошлом — четвёртый заместитель председателя правительства (2020—2021), министр по экологическим преобразованиям (2018—2020).
17 сентября 2024 года назначена первым исполнительным заместителем председателя Европейской комиссии, ответственным за вопросы конкуренции.

## Биография
Тереса Рибера — дипломированный специалист в области конституционного права и политологии, выпускница Мадридского университета Комплутенсе. Преподавала государственное право и философию в Мадридском автономном университете. Занимала различные государственные должности, в том числе возглавляла отдел по нормативной координации в министерстве развития Испании и исполняла обязанности советника в кабинете субсекретаря по охране окружающей среды. В 2004—2008 годах занимала должность генерального директора в офисе по изменениям климата, в 2008—2011 годах — пост статс-секретаря по вопросам изменения климата в министерстве сельского хозяйства и рыболовства, продуктов питания и окружающей среды в правительстве Хосе Луиса Сапатеро.
Тереса Рибера входит в состав различных консультативных советов по вопросам охраны окружающей среды. С июня 2014 года она возглавляла Институт экологического развития и международных отношений в Париже. С 2015 года Рибера входила в команду экспертов Педро Санчеса, которая разрабатывала предвыборную программу PSOE.
7 июня 2018 года Тереса Рибера была назначена на пост министра экологических преобразований в первом кабинете Санчеса.
13 января 2020 года назначена на пост 4-го заместителя председателя правительства и министра по экологическим преобразованиям и демографическим проблемам во втором кабинете Санчеса. Это первый случай, когда в правительстве Испании четверо вице-президентов.
В апреле 2020 года правительство поручило Тересе Рибере разработать план по снятию ограничений, введенных в связи с пандемией коронавируса.
12 июля 2021 года стала третьим заместителем председателя правительства, сменила Йоланду Диас.
21 ноября 2023 года назначена третьим заместителем председателя правительства и министром по экологическим преобразованиям и демографическим проблемам в третьем кабинете Педро Санчеса.
17 сентября 2024 года назначена первым исполнительным вице-президентом, ответственным за вопросы конкуренции, в комиссии под председательством Урсулы фон дер Ляйен на период 2024—2029 годов. В её полномочия войдет реализация «Зелёного соглашения» по декарбонизации экономики Европейского союза.

## Личная жизнь
Замужем, мать троих детей.